# Tichonice
Tichonice település Csehországban, a Benešovi járásban. Tichonice Divišov, Psáře, Trhový Štěpánov, Kácov, Zbizuby és Soběšín településekkel határos. Lakosainak száma 211 fő (2024. január 1.).

## Népesség
A település lakosságának változását az alábbi diagram mutatja:
| Lakosok száma | 696  | 795  | 666  | 482  | 266  | 208  | 209  | 207  | 200  | 211  |
|               | 1869 | 1890 | 1921 | 1950 | 1980 | 2001 | 2017 | 2019 | 2022 | 2024 |